# 안성 이해룡 고가
안성 이해룡 고가(安城 李海龍 古家)는 대한민국 경기도 안성시 서운면 청용리에 있는 가옥이다. 1985년 9월 20일 경기도의 문화재자료 제73호로 지정되었다.

## 개요
조선 후기 살림집으로 청룡리 마을에서 가장 높은 곳에 남서향으로 자리잡고 있다.
안마당을 중심으로 一자형 사랑채와 ㄱ자형 안채가 ㄷ자 평면을 이루고 있는데, 넓은 바깥 마당에 一자형의 행랑채를 배치하여 전체적으로 ㅁ자 평면을 이룬다.
안채는 안방과 대청, 건넌방이 일렬로 배치되고 안방 앞에서 꺾여 부엌이 있다. 사랑채는 4칸 반 규모이며 남쪽에 툇마루가 딸린 2칸 온돌방이 있고 북쪽에는 대청이 있어 안채 건넌방과 이어져 있다.
건물 안쪽 부재에서 발견한 기록에 따르면 안채와 사랑채는 조선 정조 21년(1797)에 세웠음을 알 수 있다. 이 가옥은 안채와 사랑채가 연결되어 있으면서도 남녀가 사용하는 영역이 구분되어 있는 공간구조를 보여주고 있다.
2000년에 완전 멸실되었으나, 2006년 11월에 복원하였다.
‘이해룡 고가’는 경기도 안성시 서운산 남쪽 계곡 근처 마을에 조선 후기 조선 왕가가 안성과 평택 일원의 왕실재산과 묘역을 관리할 목적으로 건립하였다. 조선 인조대왕의 3째 아들인 인평대군은 청룡사의 중건을 지원하여 소현세자, 효종과 자신의 원찰로 삼았는데, 대군의 아들 복평군 계열 종친들이 청룡리에 정착하고 본 가옥을 운영하였다. 이시용(이해룡의 부친)은 인평대군의 손자인 완천군의 후손으로 해방 후에 대한제국 황실로부터 본 가옥을 구입하여 소유하게 되었다. 본래 건물 배치는 사랑채 윗편에 서당이 있었고(구조는 안채 마루와 가운데 방의 구조) 안채 우물 동쪽 (현재 폐 교회 위치)에 ㄱ 자형 초가가 있어 별도의 살림을 할 수 있도록 하였다. 또, 본가와 유사한 규모의 황실 가옥이 약 100M 서편에 나란히 있었으나 1960년대에 모두 멸실되었고, 묘역을 관리하는 참봉의 주택이 남쪽 바깥마당(현재 도로 포함) 아래편에 있었으나 역시 멸실되었다.
차령산맥 줄기의 끝에 자리잡고 있는 마을은 서운산의 남쪽 계곡에 계곡물을 앞에 두고 약간 경사진 곳에 작은 규모로 이루어져 있으며 마을의 제일 뒷쪽 약간 높은 곳에 집이 놓여 있고 집 뒤로는 경사진 언덕이 시작된다. 집은 'ㄱ'자형의 안채와 사랑채, 행랑채로 구성되어 소위 튼 'ㅁ'자를 이루고 있으며 사랑채 앞으로 약간의 빈 터가 있고 집 뒤 한 단 높은 대지에는 전에 후원을 꾸민 흔적이 남아 있다. 안채 마루도리에 적힌 상량문에 가경(嘉慶)2년 즉 정조21(1797)년에 집을 지었다는 기록이 남아있는데 안채나 사랑채는 처음 지어진 원래의 모습을 그대로 유지하고 있다. 그런데 원래는 안채 북동쪽에 별당과 사랑채 위편에 서당이 더 있었으나 멸실되었다고 전한다.
안채는 2칸의 대청을 중심으로 우측에 안방 2칸이 옆으로 이어지고 그 앞으로 부엌 2칸이 이어져 소위 곱은자 집을 이루며 대청 좌측에는 건너방 1칸이 있다. 건너방 앞의 툇마루는 대청보다 한 단 높게 꾸미고 그 아래로 방에 불을 지필 수 있는 아궁이를 내었다. 사랑채는 건너방과 이어져 있으며 정면 3칸, 측면 1칸반의 ㅡ자형을 이룬다. 우측으로 2칸은 방이고 나머지 끝에 1칸이 마루가 되어 이 마루에서 뒤로 간채 건너방이 연결되며 앞에는 툇마루가 방과 마루를 이어준다. 방의 창문은 머름을 댄 띠살창으로 가공이 정교하다. 사랑채 우측으로 중문이 옆으로 이어지면서 행랑채가 되어 집의 앞쪽을 감싸도록 되어 있다. 안채와 사랑채를 하나의 건물로 연결하여 지어 구조적인 이점을 활용하고, 좌향을 달리하여 사랑마당과 안마당을 확보하여 살림집 안에서 남녀의 공간을 구분하는 공간구성 방법이 돋보인다. 또, 집 뒤 언덕의 후원에는 자연석이 군데군데 놓이고 약간의 평지를 이루어 자연스런 맛을 남기고 있다.
대들보나 기둥 등 목재를 다듬는 방식은 1700년대 후반의 전통가옥에서 나타나는 형태를 보존하고 있고, 조선 왕궁의 일부 양식이 활용되기도 하여 문화재적 가치가 높다.
이해룡(李海龍, 1930 ~ 2021)
완산(전주)이씨 인평대군 파, 서울 전신전화건설국장 역임

## 참고 자료
- 안성 이해룡 고가 - 국가유산청 국가유산포털